# Kostel svatého Petra a Pavla (Göda)
Kostel svatého Petra a Pavla v Gödě (hornolužickosrbsky Cyrkej swjateju Pětra a Pawoła, německy Stiftskirche St. Peter und Paul) je evangelický gotický kostel v obci Göda v Sasku.
Kostel v Gödě patří k nejstarším kostelům Horní Lužice; jeho nejstarší části pocházejí z 11. století. Své špičky věží, viditelné zdaleka, získal kostel ovšem až roku 1892. V letech 1976–1981 moderně upravil pozdně gotickou kostelní loď drážďanský umělec Friedrich Press (1904–1990).
U kostela je pamětní deska faráře Wjacława Warichia, který je v něm pohřben.